# El Rosal (centre comercial)
El Rosal és un centre comercial localitzat a la ciutat berciana de Ponferrada (Lleó, Espanya) i ubicat al barri de La Rosaleda.

## Característiques
El centre va ser inaugurat el 22 d'octubre de 2007 sent obert al públic el dia 23 del mateix mes. El centre comercial va ser desenvolupat per Sonae mitjançant la divisió Sonae Sierra i el grup asturià Mall, tenint la seva construcció un cost de 111 milions d'euros. El 2011 el centre és venut al fons de capital britànic Doughty Hanson, i novament al Grup Lar el 2015.El centro fue inaugurado el 22 de octubre de 2007  siendo abierto al público el día 23 del mismo mes.
És el centre comercial més gran de la província de Lleó, i compta amb una àrea d'influència de 200.000 habitants.

## Tendes[calcitació]
El Rosal compta amb un total de 147 botigues, 19 restaurants i uns multicines amb 7 sales.
Les principals locomotores del centre són els hipermercats Carrefour, Forum Sport i Bricogroup.
A més compta amb la presència de nombroses marques conegudes com ara H&M, Cortefiel, Springfield o botigues del grup Inditex com Zara o Bershka dins de les botigues de moda, així com una farmàcia oberta les 24 hores i amb diverses sabateries, perfumeries, agències de viatges, botigues dedicades a la decoració de la llar o per a equipament esportiu.
Pel que fa a la zona d'oci, compta amb els multicines "La Dehesa" amb 7 sales, i restaurants com Mc Donalds, Burger King o Telepizza.

## Accesos
Es pot arribar amb vehicle propi o caminant, ja que es troba a poca distància del nucli urbà de Ponferrada. A més, també es pot accedir a través del transport públic, mitjançant autobús, per les línies 2 i C de l'SMT.